# Кланг
Кланг (стара назва Келанг, англ. Klang, джаві: کلڠ) — місто в Малайзії, у штаті Селангор. Розташоване в долині Кланг, за 32 км на захід від столиці країни — Куала-Лумпура і за 6 км на схід від Порт-Кланга. Місто було столицею Селангора з 1875 до 1880 року, до появи міста Куала-Лумпур та в 1974–1977 роки (сьогоднішня столиця штату Селангор — Шах-Алам). Порт-Кланг, розташований в окрузі Кланг — один із найбільш завантажених контейнерних і перевантажувальних портів світу.

## Етимологія

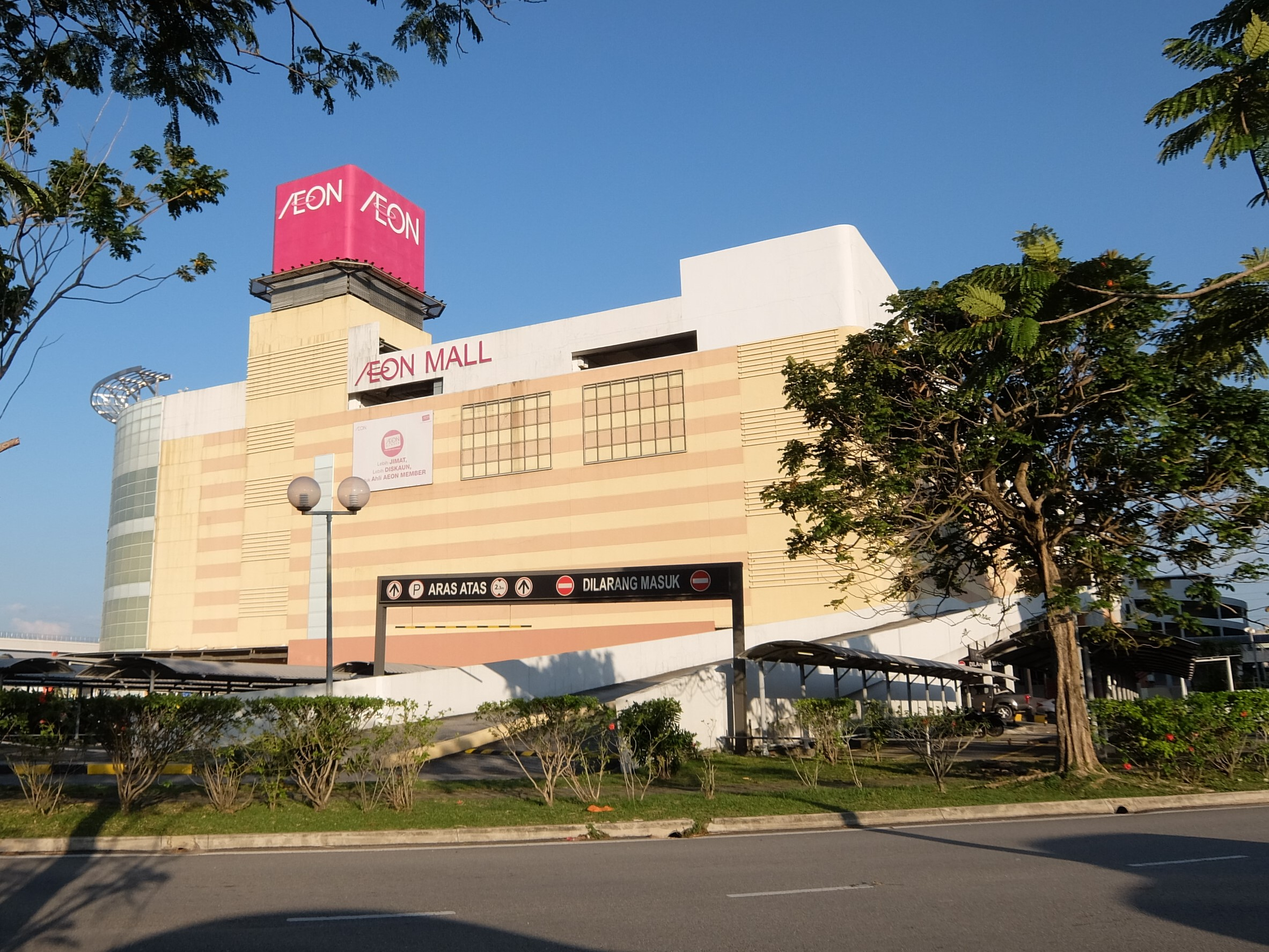
Торговий центр «ÆON Bukit Tinggi»

Кланг, ймовірно отримав свою назву від річки Кланг, що протікає через місто. Весь географічний регіон в безпосередній близькості від річки, яка починається в Куала-Лумпурі і всю дорогу тече на захід в Порт-Кланг, відомий як долина Кланг.
Одна із найбільше популярних версій про походження назви, відносить її до мон-кхмерського слова klong, або до старого значення малайського слова kilang, що означає: «склади». В старі часи, тут дійсно було багато складів. Сучасне значення слова kilang — «завод», «фабрика». Ще одна версія слова полягає в тому, що воно означає — «канал» або «фарватер».

## Райони
Місто ділиться на дві частини: Північний та Південний Кланг, розділених між собою річкою Кланг. Північний Кланг ділиться на три підгрупи районів: Капар (розташований на півночі Північного Клангу), Рантау Пан'янґ (розташований на заході) та Меру (на сході Північного Клангу).
До 2008 року Північний Кланг був головним комерційним центром міста, але з 2008 року, все більше житлових та комерційних будівель, а також урядові установи будувалися в Південному Клангу. Більшість великих державних та приватних закладів охорони здоров'я також знаходиться у Півдному Клангу. Отже, ця частина міста має тенденцію розвиватися більшими темпами і стає центром соціальних і розважальних заходів після робочого дня та у вихідні дні.
Найжвавіший морський порт у Малайзії, Порт-Кланг також знаходиться у Південному Клангу.

## Міста партнери
- Муар, Джохор-Бару, Малайзія
- Пусан, Південна Корея
- Дериндже, Туреччина
- Дунґуань, КНР
- Гілверсум, Нідерланди
- Хіросіма, Японія
- Кіль, Німеччина
- Кітакюсю, Японія
- Ляньюньган, КНР
- Ціндао, КНР
- Цюаньчжоу, КНР
- Саламанка, Іспанія
- Іу, КНР

## Галерея
| Еспланада в Клангу | Королівська Галерея султана Абдул Азіза | Нічний Кланг-Парад. |